# The best of Shakira
The best of Shakira es el quinto álbum recopilatorio de Shakira, que contiene grandes éxitos en inglés de Laundry Service, Oral Fixation vol. 2 y de algunos singles.

## Lista de canciones
| The best of Shakira |                                                            |          |  |
| N.º                 | Título                                                     | Duración |  |
| 1.                  | «How do you do»                                            | 3:46     |  |
| 2.                  | «Illegal» (Ali Dee Tadio Remix)                            | 3:49     |  |
| 3.                  | «Beautiful liar» (Beyoncé and Shakira)                     | 3:19     |  |
| 4.                  | «La tortura» (Versión spanglish)(Featuring Alejandro Sanz) | 3:33     |  |
| 5.                  | «Hips don't lie» (Featuring Wyclef Jean)                   | 3:40     |  |
| 6.                  | «Underneath your clothes» (Versión acústica))              | 3:57     |  |
| 7.                  | «Don't Bother» (para radio)                                | 3:19     |  |
| 8.                  | «Objection (Tango)» (Versión afro-punk)                    | 3:53     |  |
| 9.                  | «Whenever, Wherever» (Sahara Mix)                          | 3:58     |  |
| 10.                 | «Eyes like yours» (Ojos así)                               | 3:59     |  |
| 11.                 | «The one»                                                  | 3:43     |  |
| 12.                 | «Costume makes the clown»                                  | 3:13     |  |
| 13.                 | «Whenever, wherever» (Tracy Club Mix)                      | 7:04     |  |